# McGee Creek
McGee Creek es un lugar designado por el censo ubicado en el condado de Mono en el estado estadounidense de California. En el año 2010 tenía una población de 41 habitantes.

## Geografía
McGee Creek se encuentra ubicado en las coordenadas 37°35′2″N 118°47′2″O / 37.58389, -118.78389.